# Hard Rock FC
El Hard Rock FC es un equipo de fútbol de Grenada que juega en la Liga de fútbol de Granada, la máxima categoría de fútbol en el país.

## Historia
Fue fundado en el año 1987 en la ciudad de Sauteurs y es el único equipo de fútbol de la ciudad.
El club ha sido campeón de la Liga de fútbol de Granada en 3 ocasiones, todas de manera consecutiva y también ha sido campeón de copa en una ocasión.

## Palmarés
- Liga de fútbol de Granada: 3[2]

2011, 2012, 2013
- Copa de Granada: 1[3]

2013